# Alexander Marguier
Alexander Marguier (* 21. Juni 1969 in Horb am Neckar) ist ein deutscher Journalist, Publizist und Verleger.

## Werdegang
Marguier studierte Volkswirtschaftslehre in Freiburg im Breisgau, Saarbrücken und Bari. Nach dem Abschluss als Diplom-Volkswirt volontierte er bei der Saarbrücker Zeitung. Er arbeitete ab 1998 für die Frankfurter Allgemeine Zeitung und die Welt am Sonntag, dort in der Politikredaktion. 2001 wurde er Ressortleiter Gesellschaft der Frankfurter Allgemeinen Sonntagszeitung. 2010 wurde er stellvertretender Chefredakteur des Monatsmagazins Cicero, seit Juni 2016 war er gemeinsam mit Christoph Schwennicke Chefredakteur und Herausgeber von Cicero. Außerdem ist er seit 2016 gemeinsam mit Christoph Schwennicke geschäftsführender Gesellschafter des Berliner Res Publica Verlags, der die Magazine Cicero und Monopol herausgibt. Seit 2021 ist er alleiniger Chefredakteur von Cicero.
Marguier ist Mitglied des Berliner Presse Clubs.

## Schriften (Auswahl)
- Das Luxuslexikon. Das Beste, was für Geld zu haben ist. DuMont-Literatur-und-Kunst-Verlag, Köln 2007, ISBN 3-8321-7997-6.
- Lexikon der Gefahren. DuMont, Köln 2010, ISBN 978-3-8321-9598-4.